# Agatrix agassizii
Agatrix agassizii är en snäckart som först beskrevs av Dall 1889.  Agatrix agassizii ingår i släktet Agatrix och familjen Cancellariidae. Inga underarter finns listade i Catalogue of Life.